# 郑州市动物园
郑州市动物园位于郑州市金水区郑花路2号，占地380亩，是河南省唯一一座专业动物园。

## 简介
1985年10月1日正式开放。有大小6个人工湖，园内有大猩猩、非洲象、白犀牛、东北虎、金钱豹、熊类、双峰骆驼、梅花鹿、河马等珍贵动物。

## 游览
经物价部门核准，自2013年1月中旬，郑州市动物园已开始实行全票30元/位和半票15元/位的措施，游客可参观园内所有的动物馆舍，熊猫馆、企鹅馆、珍稀动物馆和海洋馆将不再重复售票。

## 交通
郑州地铁2号线关虎屯站位于动物园正门外，此外郑州公交2路、9路、29路、62路等数十条常规公交线路以及郑州快速公交B2路、B11路等快速公交线路亦可到达。